# TI Programmer

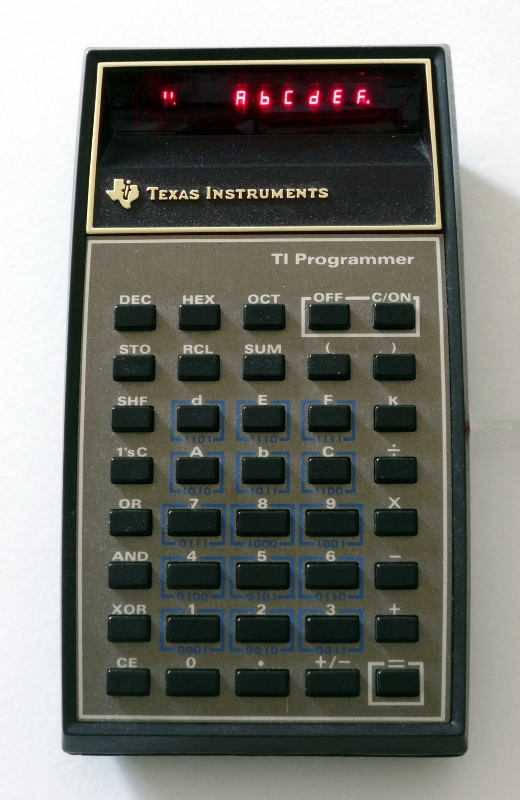
TI Programmer en modo hexadecimal (reconocible por el parpadeo de las comillas en el extremo izquierdo de la pantalla) y de las letras ABCDEF en el display.

La calculadora TI Programmer es un producto de la compañía Texas Instruments. Este dispositivo de cálculo fue sacado al mercado en el año 1977. Permite realizar operaciones booleanas empleando representar en pantalla los resultados de cálculos de números decimales, octales y hexadecimales. Diseñada para servir de ayuda a los programadores de los computadores de la década de 1970 en la realización de programas en el lenguaje ensamblador La calculadora fue la primera en ofrecer estas operaciones booleanas en diferentes bases numéricas, permitiendo hacer un simple cambio de base con sólo emplear uno de los botones que hay en su teclado ([DEC], [HEX], [OCT]]). Hay que pensar que esto cálculos se realizaban a mano en aquella época, y estaban expuestos a fallos en un 2 % de los casos.
Esta calculadora se vendía en los ochenta por 60 €, como un asistente a la programación de microprocesadores y microcontroladores en lenguaje de máquina. Sobre todo en la asistencia a operaciones e depuración (debugging) de tales programas. El advenimiento de los lenguajes de segunda generación hizo que la calculadora dejara de venderse a finales de los ochenta. Quedando en la actualidad como un objeto de museo, o de curiosidad matemática. 